# Квасников, Александр Васильевич
Алекса́ндр Васи́льевич Ква́сников (13 мая 1892, Баку — 25 сентября 1971, Москва) — российский учёный в области космических и авиационных двигателей, один из создателей МАИ и организаторов становления и развития авиационной и ракетной техники в СССР. Открыл явление резкого увеличения тяги пульсирующим реактивным выхлопом при эжектировании воздуха.

## Биография

### Ранние годы и Первая мировая война
Александр Квасников родился 13 мая 1892 года в городе Баку. По окончании реального училища плавал стажёром на волжских судах. С 1912 года учился в МВТУ, где окончил 2 курса. В этот период посещал занятия научного кружка Н. Е. Жуковского.
С началом войны в 1914 году ушёл вольноопределяющимся в лётную школу, затем военным лётчиком на фронт.
Участвовал в боевых действиях с 1916 года в звании прапорщика. Награждён 4 или 6 боевыми орденами: орден Святого Станислава 3-й степени с мечами и бантом, орден Святой Анны 4-й и 3-й степеней, орден Святого Владимира 4-й степени с мечами и бантом, орден Святого Георгия 4-й степени. Впервые на самолёте «Ньюпор» установил зажигательные ракеты, которыми сбил немецкий аэростат: выдержка из приказа по 10-й армии от 1 сентября 1917 года в связи с награждением его Георгиевским крестом: «1 июня 1917 г. у д. Панары, вылетев на истребителе «Ньюпор» с целью уничтожить неприятельский змейковый аэростат, несмотря на сильный артиллерийский и пулеметный огонь противника, снизился до 900 метров, смело атаковал неприятельский аэростат и сжег его зажигательными ракетами».

### Послевоенные годы
После демобилизации в 1917 году Квасников переехал в Томск, где учился в Томском технологическом институте, который окончил в 1918 году.
С 1922 года он начал преподавать на кафедре теплосиловых установок этого института у профессора И. Н. Бутакова, а после отъезда Бутакова в Москву в 1927 году стал заведующим кафедрой, получил звание профессора. Под его руководством была создана лаборатория лёгких авиационных двигателей. По утверждению сына, вместе со своими учениками создал в мастерских лаборатории двухцилиндровый двигатель воздушного охлаждения. Этот двигатель был установлен на одноместном самолёте-моноплане (либо двухместной авиетке), созданном руками студентов и преподавателей института. По другим источникам, группа Квасникова изготовила только корпус самолёта, а двигатель изготовила группа профессора Г. В. Трапезникова.
Успешный полёт этого первого в стране аэроплана с отечественным двигателем был выполнен 17 августа 1927 года. Испытания прошли на левом берегу Томи напротив Лагерного сада.

### Создание и развитие МАИ
В 1931 году Квасников вместе со своими студентами был переведён в Москву и назначен руководить работами по авиамоторной специальности в только что созданном Московском авиационном институте (МАИ). Принимал активное участие в строительстве моторного факультета на новой площадке МАИ у села Всехсвятского и дачно-строительного кооператива художников «Сокол». Впоследствии руководил кафедрой авиадвигателей, из которой была образована кафедра теории авиадвигателей (ТАД). Там проводились исследования комбинированных двигательных установок, систем с газотурбогенераторным наддувом, реактивных выхлопных патрубков, насадок с подсосом воздуха для увеличения реактивной тяги. Впоследствии одна из этих работ Квасникова была признана научным открытием.
В 1945 году Квасников стал доктором технических наук, руководил Авиационным научно-техническим обществом студентов (АНТОС) МАИ. В 1953 году началась перестройка кафедры с тематики поршневых двигателей на ракетные технологии. На этой кафедре с начала 1960-х годов при участии Квасникова проводились работы по космическим электро-ракетным двигателям совместно с Институтом атомной энергии и отделом плазменных исследований (ОПИ) (ныне — Институт ядерного синтеза). В результате в 1962 году была создана новая кафедра № 208 МАИ по тематике электро-ракетных двигателей и энергетических установок под руководством Квасникова. При строительстве 7-го корпуса МАИ была создана производственная база для научных работ по космическим двигателям и энергосиловым установкам. 
В 1962 году проведённый комплекс работ был удостоен премии Совета Министров СССР. А 18 декабря 1964 года были успешно испытаны импульсные плазменные двигатели (на космическом аппарате «Зонд-2» при его полёте к Марсу в 5400000 км от Земли).

### Смерть
Александр Васильевич Квасников жил в Москве, он умер в 1971 году. Похоронен на Введенском кладбище (29 уч.).

## Награды
- Два ордена Ленина (в том числе 16.09.1945[10])[8]
- орден Трудового Красного Знамени
- Государственная премия СССР (1968)[8] — за комплекс работ по созданию и испытаниям мощных турбонасосных агрегатов
- Заслуженный деятель науки и техники РСФСР (1945)[8]
- Премия Совета Министров СССР (1962, 1990)[8]
- Премия имени 25-летия МАИ (1982)[8]

## Память
- В Томске, на здании, где с 1917 по 1931 годы учился и работал А. В. Квасников, установлена мемориальная доска
- Мемориальная доска памяти А. В. Квасникова установлена на одном из исторических корпусов МАИ (дом 4, корпус 2 по Волоколамскому шоссе в Москве). Надпись на доске: «Здесь с 1930 г. по 1971 г. работал один из основателей факультета двигателей летательных аппаратов МАИ, выдающийся советский ученый, заслуженный деятель науки и техники РСФСР, профессор, доктор технических наук, лауреат Государственной премии СССР Квасников Александр Васильевич»[11]